# Liam O'Flaherty
Pour les articles homonymes, voir O'Flaherty.
Liam O’Flaherty est un écrivain irlandais né le 28 août 1896 à Gort na gCapall sur Inis Mór (une des îles d'Aran) et mort le 7 septembre 1984 à Dublin. Il a écrit seize romans, plusieurs récits et pièces de théâtre, ainsi que 183 nouvelles.

## Biographie
Après des études classiques à University College Dublin et après avoir été séminariste à Blackrock, il renonce à la prêtrise et s’engage dans les Irish Guards avec lesquelles il participe à la Première Guerre mondiale en Belgique. Il est blessé en 1917.
Indépendantiste convaincu, il participe activement à la révolution irlandaise puis à la guerre civile dans les rangs des Républicains au point d’être obligé de s’exiler temporairement vers les États-Unis puis la France.
Il est un des leaders du roman irlandais du début du XXe siècle. Si sa langue maternelle est le gaélique, il écrit à la fois en gaélique et en anglais, et c'est cette dernière langue qui l’emporte dans son œuvre.
L’Irlande, sa terre, son combat pour l’indépendance sont au cœur de l’œuvre de O’Flaherty. Tous ses écrits tournent autour de ces thèmes.
Souvent négligé par la critique littéraire anglo-saxonne, il était dans le même temps largement apprécié sur le continent européen. Son amour de la France et son admiration pour la littérature russe en font un véritable auteur européen[réf. nécessaire].

## Œuvres

### Romans et proses
- Thy Neighbour's Wife (1923)
- The Black Soul (1924) Publié en français sous le titre L’Âme noire, traduit par Béatrice Vierne, Paris/Monaco, Éditions du Rocher, 1999  (ISBN 2-268-03194-2) ; réédition, Paris, Éditions Serpent à plumes, coll. « Motifs » no 215, 2004  (ISBN 2-75380-000-6)
- The Informer (1925) - Prix James Tait Black Publié en français sous le titre Le Dénonciateur, traduit par Louis Postif, Paris, Stock, 1928 et 1932 ; toutes les rééditions ultérieures sous le titre Le Mouchard (roman), Paris, Delamain et Boutelleau, 1948 ; Paris, LGF, coll. « Le Livre de poche » no 506, 1959 ; Paris, Rombaldi, 1973 ; Rennes, Terre de Brume, coll. « Terres d'ailleurs. Bibliothèque irlandaise », 2003  (ISBN 2-84362-185-2)
- Mr. Gilhooley (1926) Publié en français sous le titre Monsieur Gilhooley, traduit par Louis Postif, Paris, Stock,1929
- The Wilderness (1927), publié initialement en feuilleton, puis en volume en 1986
- The Assassin (1928) Publié en français sous le titre L'Assassin, traduit par Louis Postif, Paris, Éditions de la Nouvelles Revue Critique, coll. « Tours d'horizon » no 23, 1939 ; réédition dans une nouvelle traduction par Hervé Jaouen, Paris, Losfeld, 1994  (ISBN 2-909906-16-7) ; réédition, Paris, Payot & Rivages, coll. « Rivages/Noir » no 247, 1996  (ISBN 2-7436-0091-8)
- Return of the Brute (1929) Publié en français sous le titre Le Réveil de la brute, traduit par Louis Postif, Paris, Stock, 1930
- The House of Gold (1929) Publié en français sous le titre La Maison de l'or, traduit par Henry Muller, Paris, Grasset, 1932
- The Ecstasy Of Angus (1931) Publié en français sous le titre L'Extase d'Angus, traduit par Manuella Dumay, Arles, Actes Sud, 1985  (ISBN 2-86869-033-5)
- The Puritan (1931) Publié en français sous le titre Le Puritain, traduit par Louis Postif, Paris, Éditions Gallimard, 1937
- Skerrett (1932) Publié en français sous le titre Skerrett, traduit par M. Horel, Paris, Delamain et Boutelleau, 1948 ; réédition, Paris, Jean Picollec, coll. « Bibliothèque celtique », 1981  (ISBN 2-86477-036-9)
- The Martyr (1933) Publié en français sous le titre Le Martyr, traduit par Henri Thiès, Paris, Éditions de la Nouvelle Revue Critique, coll. « Tours d'horizon » no 19, 1935
- Famine (1937) Publié en français sous le titre Famine, traduit par Carol D. Jonquières, Paris, Éditions de Flore, 1947 ; réédition, Paris, J. Picollec, coll. « Bibliothèque celtique », 1981  (ISBN 2-86477-019-9) ; réédition, Paris, LGF, coll. « Le Livre de Poche. Biblio » no 3026, 1983  (ISBN 2-253-03189-5)
- Land (1946) Publié en français sous le titre L'Île de colère, traduit par Pierre Flachat, Paris, Éditions Atlas, 1947
- Insurrection (1950) Publié en français sous le titre Insurrection, traduit par Jacques Papy, Paris, Calmann-Lévy, 1953 ; réédition, Paris, LGF, coll. « Le Livre de Poche » no 2012, 1966 ; réédition dans une nouvelle traduction par Isabelle Chapman, Paris, Joelle Losfeld, 1994 ; réédition, Paris, Payot & Rivages coll. « Rivages poche » no 454, 2004  (ISBN 2-7436-1228-2)

### Théâtre
- Darkness (1926), tragédie en trois actes

### Recueils de nouvelles
- Short Stories (1937), version révisée en 1956 Publié en français de façon partielle en deux volumes sous les titres Barbara la rousse et autres contes vert sombre et Trois morts salés, Rouen, Librairie Élisabeth Brunet, 2007
- Two Lovely Beasts and Other Stories (1950)
- The Pedlar's Revenge and Other Stories (1976) Publié en français sous le titre Les Amants, traduit par Béatrice Vierne, Paris/Monaco, Éditions du Rocher, 2000  (ISBN 2-268-03535-2)

### Nouvelles
- The Sniper  (1923)
- The Rockfish (1923)
- The Fight (1923)
- The Black Mare (1923)
- Matchmaking (1923)
- Two Dogs (1923)
- Tidy Tim's Donkey (1924)
- The Salted Goat (1924)
- The Bladder (1924)
- Spring Sowing (1924)
- The Blackbird (1924)
- A Pig in a Bedroom (1924)
- The Wren's Nest (1924)
- Going into Exile (1924)
- The Wild Sow (1924)
- Wolf Lanigan's Death (1924)
- A Red Petticoat (1924)
- The Reaping Race (1924)
- A Crow Fight (1924)
- Pot of Gold (1924)
- Selling Pigs (1924)
- Happy Event (1924)
- A Dublin Eviction (1924)
- The Conger Eel (1924)
- The Landing (1924)
- The Hook (1924)
- Fishing (1924)
- The White Bitch (1924)
- The Jealous Hens (1924)
- The Foolish Butterfly (1924)
- Fresh Mackerel (1924)
- Public House at Night (1924)
- Christmas Eve (1924)
- Swimming (1924)
- Tin Can (1925)
- The Flood (1925)
- The Intellectual (1925)
- Civil War (1925)
- Poor People (1925)
- Arrest (1925)
- At the Forge (1925)
- The Cake (1925)
- Charity (1925)
- The Wounded Cormorant (1925)
- The Wild Goat's Kid (1925)
- A Grave Reason (1925)
- A Public Scandal (1925)
- The Tent (1925)
- The Fireman's Death (1925)
- The Lost Thrush (1925)
- The Milking Time (1925)
- Mother and Son (1925)
- The Outcast (1925)
- Moving (1925)
- The Tinker Woman's Child (1925)
- The Stolen Ass (1925)
- Your Honour (1925)
- Offerings (1926)
- The Good Samaritan (1926)
- Idle Gossip (1926)
- The Inquisition (1926)
- The Terrorist (1926)
- Limpets (1926)
- Benedicamus Domino (1926)
- The Black Cat (1926)
- A Cow's Death (1926), première version titrée The Cow's Death (1923)
- The Child of God (1926)
- The Fairy Goose (1926)
- Irish Pride (1926)
- Prey (1927)
- The Old Hunter (1927)
- The Little White Dog (1927)
- Mackerel for Sale (1927)
- The Tyrant (1927)
- The Mountain Tavern (1927)
- A Ounce of Tobacco (1927)
- The Oar (1928)
- The Letter (1928)
- Red Barbara (1928)
- Patsa or the Belly of Gold (1928)
- The Little White Dog (1928)
- The Strange Disease (1928)
- The Mermaid (1929)
- Secret Drinking (1929)
- Selling Pigs (1930)
- Lovers (1931)
- Proclamation (1931)
- It Was the Devil's Work (1932)
- Unclean (1932)
- The Wild Swan (1932)
- The Cutting of Tom Bottle (1933)
- Accident (1935)
- All Things Come of Age (1935)
- Blood (1935)
- The Tramp (1937)
- His First Flight (1937), première version titrée First Flight en 1923
- The Alien Skull (1937)
- The Strange Hen (1938)
- The Mouse (1938)
- The Bath (1938)
- The Water Hen (1938)
- The Mouse (1938)
- Galway Bay (1939)
- The Bath (1940)
- The Lament (1941)
- New Suit (1943)
- The Test of Courage (1943)
- Indian Summer (1945)
- The Touch (1946)
- In Each Beginning Is an End (1946)
- Backwoodsman's Daughter (1946)
- Two Lovely Beasts (1946)
- The Wedding (1946)
- Life (1947)
- The Flute Player (1947)
- The Beggars (1947)
- The Night Porter (1947)
- A Matter of Freedom (1947), aussi titré Timoney's Ass
- Desire (1948)
- The Tide (1948)
- Point to Point Race (1948)
- Grey Seagull (1948)
- The Horse That Went to Sea (1948)
- Wings (1948)
- The Parting (1948)
- Light (1949)
- The Hawk (1949)
- Eviction (1951)
- The True King (1952)
- I Go to Sea (1952)
- The Enchanted Water (1952)
- The Pedlar’s Revenge (1952)
- The Wild Man of County Galway (1953)
- The Mirror (1953)
- The Fanatic (1953)
- The Blow (1954)
- The Post Office (1954)
- The Law Is the Law (1954)
- The Touch (1955)
- Mortal Combat (1958)

### Autobiographie
- Two Years (1930)
- Shame The Devil (1934) Publié en français sous le titre À mes ennemis ce poignard, traduit par Béatrice Vierne, Paris/Monaco, Éditions du Rocher, 1999  (ISBN 2-268-03064-4) ; réédition, Paris, Éditions Serpent à plumes coll. « Motifs » no 270, 2006  (ISBN 2-268-05968-5)
- A Tourist's Guide To Ireland (1929), satire Publié en français sous le titre Le Guide du touriste en Irlande, traduit par Béatrice Vierne, Paris, Éditions Anatolia, 1993  (ISBN 2-909848-04-3)

### Correspondances
- The Letters Of Liam O'Flaherty (1996), publication posthume

## Filmographie
- The Informer (Grande-Bretagne, 1929), réalisation de Arthur Robison
- The Informer, Le Mouchard (États-Unis, 1935), réalisation de John Ford
- Up Tight, Point noir (États-Unis, 1968), réalisation de Jules Dassin (Nouvelle adaptation de The Informer)
- Le Puritain (France, 1937) (co-scénariste), réalisation de Jeff Musso
- The Devil’s Playground, La Danseuse de San Diego (États-Unis, 1937), scénario de Liam O’Flaherty, réalisation Erle C. Kenton
- Dernière Jeunesse (France/Italie, 1939) (co-scénariste), réalisation de Jeff Musso (adaptation de Mr. Gilhooley)